# 공격기

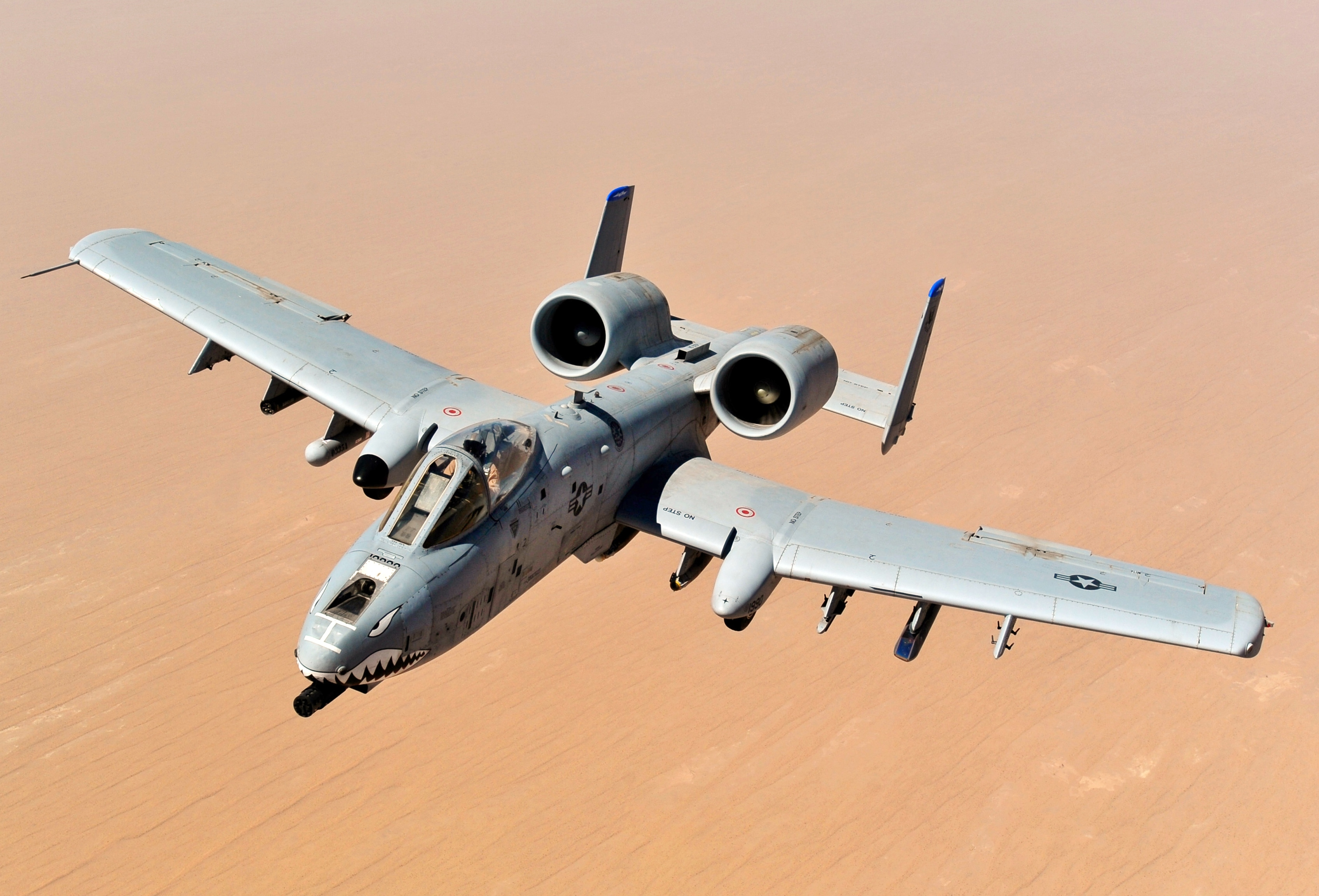
비행 중인 USAF A-10 선더볼트 II 공격기

공격기(攻擊機, 영어: attack aircraft) 또는 스트라이크 항공기(strike aircraft)는 폭격기보다 더 높은 정밀도로 공습을 수행하고, 공격을 가하면서 강력한 저고도 대공전에 직면할 준비가 되어 있는 전술 군용기이다. 이 등급의 항공기는 주로 근접항공지원 및 해군 공대지 임무를 위해 설계되었으며, 전술 폭격기 임무와 중첩된다. 해군이 아닌 역할에 전념하는 설계는 종종 지상 공격기로 알려져 있다.
전투기는 그 자체로 공격기로 간주되지는 않지만, 종종 공격 역할을 수행한다. 동일한 항공기의 전투폭격기 개조는 이 등급의 일부로 간주될 것이다. 전투폭격기와 경폭격기 개념을 효과적으로 대체한 스트라이크 전투기도 공격기의 광범위한 개념과 거의 다르지 않다.
별도의 등급으로서 전용 공격기는 주로 제2차 세계 대전 중과 그 이후에 존재했다. 정확한 구현은 국가마다 달랐으며, 다양한 설계에 의해 처리되었다. 미국과 영국에서는 공격기가 일반적으로 경폭격기 또는 중폭격기였으며, 때로는 노스 아메리칸 B-25G 미첼과 드 하빌랜드 모스키토 트세체와 같이 더 무거운 전방 발사 무기를 장착했다. 독일과 소련에서는 각각 Schlachtflugzeug("전투기") 또는 sturmovik("돌격병")으로 알려졌으며, 이 역할은 헨셸 Hs 129 및 일류신 Il-2와 같이 목적에 맞게 설계되고 중무장된 항공기에 의해 수행되었다. 독일과 소련은 또한 이 역할에 경폭격기를 사용했다. 대포를 장착한 융커스 Ju 87 스투카 버전은 Hs 129보다 훨씬 많았으며, 페틀랴코프 Pe-2는 특별히 이 역할을 위해 설계되지 않았음에도 불구하고 이 역할에 사용되었다.
제2차 세계 대전 후반부에는 전투폭격기가 많은 공격 역할을 인계받기 시작했으며, 이러한 전환은 전후 시대에도 계속되었다. 제트 추진 항공기는 상대적으로 드물었지만, 블랙번 버캐니어와 같이 알려지지 않은 것은 아니었다. 미국 해군은 A-시리즈에서 새로운 항공기를 계속 도입했지만, 이들은 대부분 경폭격기 및 중폭격기와 유사했다. 정밀 유도 무기의 도입으로 거의 모든 항공기가 고고도에서 안전하게 이 역할을 수행할 수 있게 되면서, 별도의 공격기 범주의 필요성이 크게 줄어들었다. 공격 헬리콥터 또한 저고도에서만 수행할 수 있었던 많은 나머지 역할을 차지하게 되었다.
1960년대 이래로 두 가지 전용 공격기 설계만이 널리 도입되었다. 미국의 A-10 선더볼트 II와 소련/러시아의 수호이 Su-25 그라치 (까마귀) (NATO 보고명 Frogfoot)이다.
또한 제2차 세계 대전 이후 시대에는 다양한 경공격기가 도입되었는데, 일반적으로 개조된 훈련기나 다른 경량 고정익기를 기반으로 한다. 이들은 대반란 작전에 사용되었다.

## 정의 및 명칭

### 미국 정의 및 명칭

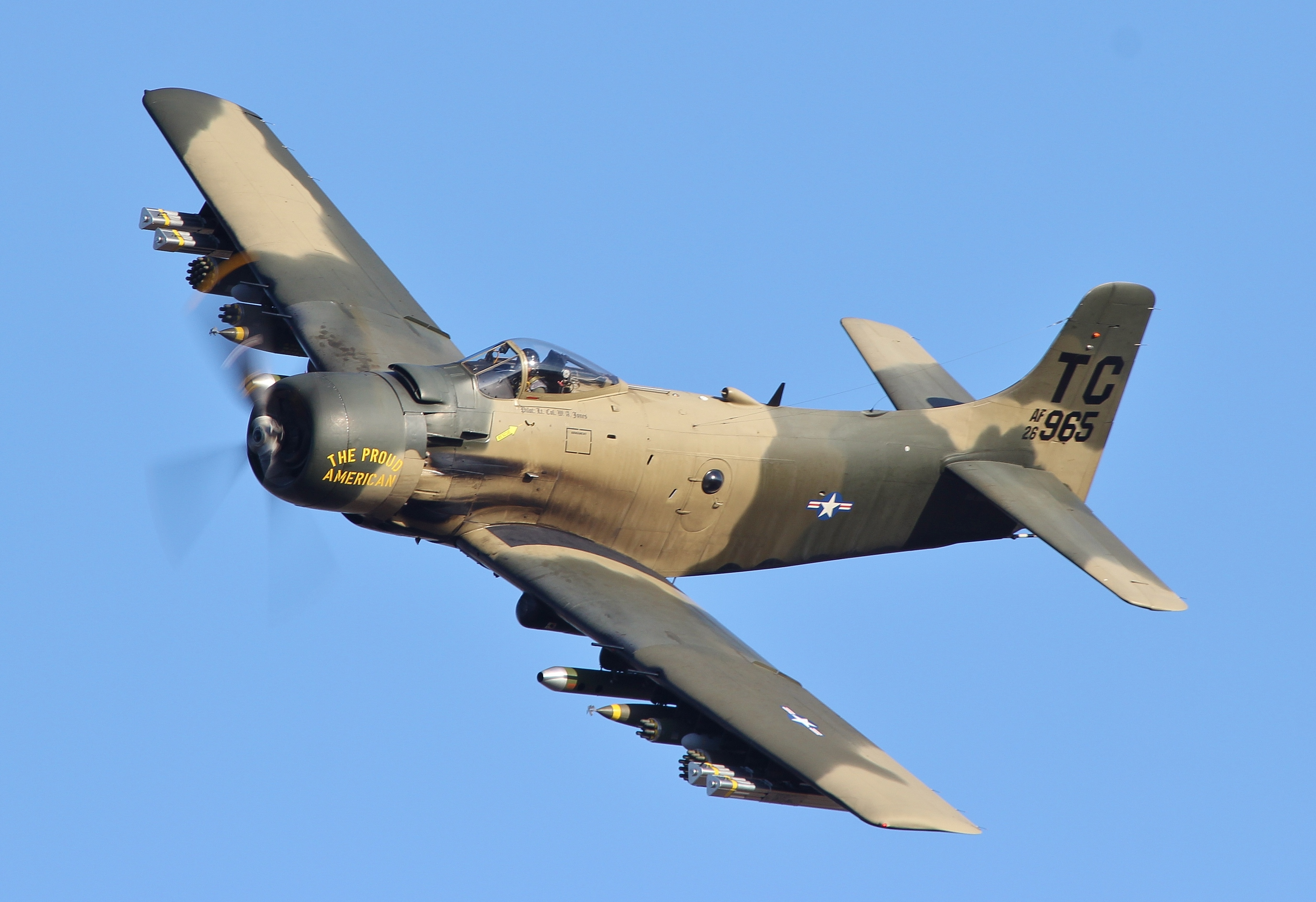
USAF의 더글러스 A-1 스카이레이더

미국 공격기는 현재 "A-6 인트루더" 및 "A-10 선더볼트 II"와 같이 접두사 A-로 식별된다. 그러나 제2차 세계 대전이 끝날 때까지 A- 지정은 USAAF 항공기(중폭격기 또는 중폭격기를 위한 B- 접두사와 반대)의 공격기와 경폭격기 사이에 공유되었다. 미 해군은 별도의 명명 시스템을 사용했으며 당시에는 유사한 항공기를 정찰 폭격기(SB) 또는 뇌격기(TB 또는 BT)로 부르는 것을 선호했다. 예를 들어, SBD 돈틀리스 급강하 폭격기 정찰 폭격기는 USAAF에서 사용될 때 A-24로 지정되었다. 미 해군과 미국 해병대가 1946년에 "공격"(A) 명칭을 사용하기 시작했을 때 BT2D 스카이레이더와 BTM 마울러를 각각 AD 스카이레이더와 AM 마울러로 이름을 변경했다.

다른 항공기 분류와 마찬가지로 공격기의 정의는 다소 모호하며 시간이 지남에 따라 변하는 경향이 있다. 현재 미국 군사 교리는 다른 어떤 종류의 임무보다 공격 임무를 가장 많이 수행할 가능성이 있는 항공기로 정의한다. 공격 임무는 다시 말해, 구체적으로 전술 공대지 작전을 의미하며, 즉 공대공 작전이나 전략폭격은 공격 임무로 간주되지 않는다. 미국 해군 용어로는 동일한 활동에 대한 대체 명칭이 타격 임무이다. 공격 임무는 주로 두 가지 범주로 나뉜다: 공중 차단 및 근접항공지원. 지난 수십 년 동안, 유비쿼터스 다목적 전투기의 부상은 공격기와 전투기 간의 차이에 대해 약간의 혼란을 야기했다. 현재 미국 명명 시스템에 따르면, 공격기(A)는 주로 공대지(공격: 지상 또는 해상 목표물을 찾아 공격하고 파괴하도록 설계된 항공기) 임무를 위해 설계되었으며, (또한 "공격 임무"로도 알려짐) 반면 전투기(F) 범주는 주로 공대공 전투를 위해 설계된 항공기뿐만 아니라 지상 공격 임무를 위해서도 설계된 다목적 항공기를 포함한다.

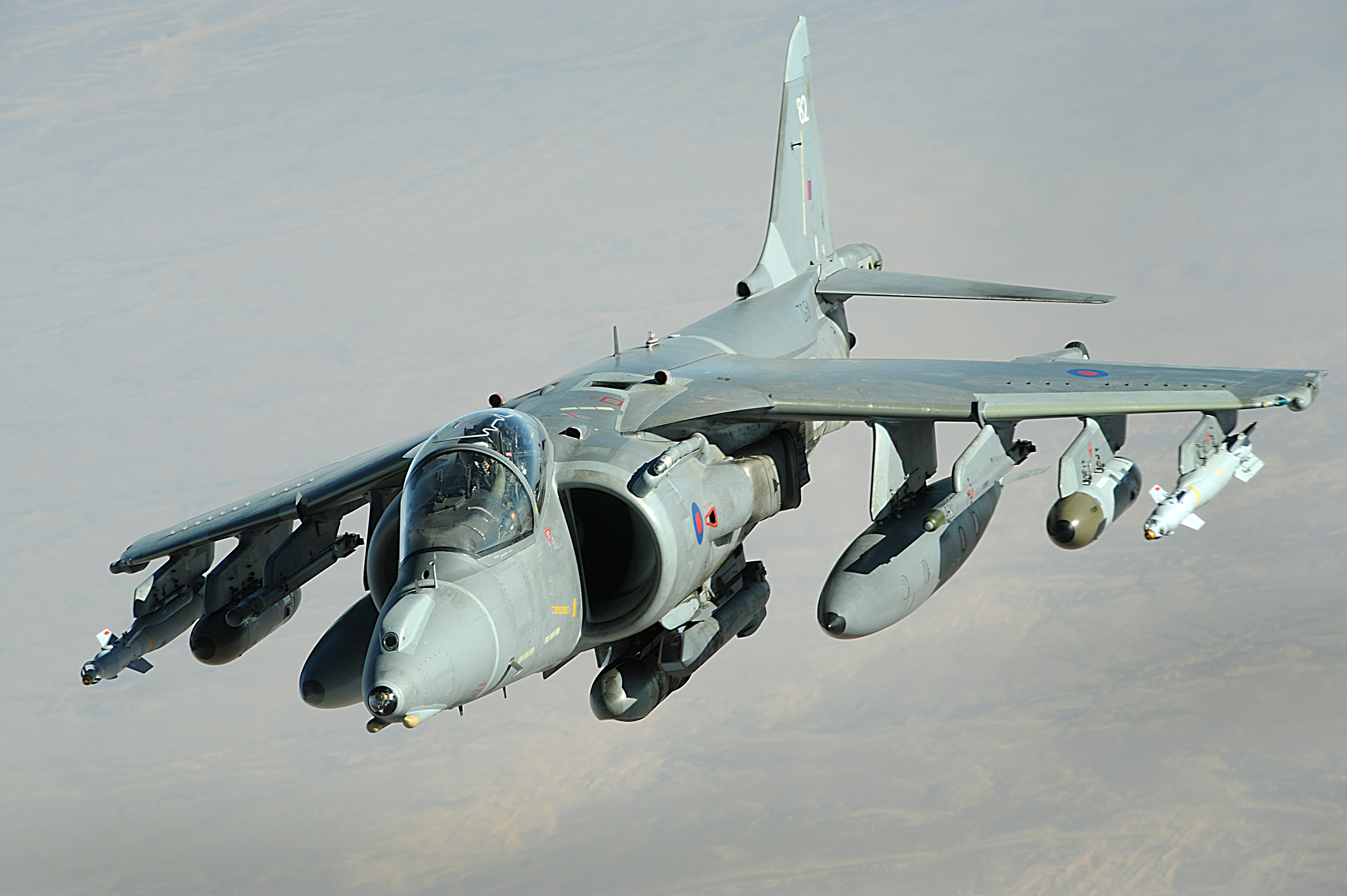
2008년 비행 중인 RAF 해리어 GR9

 "F" - 전투기는 다른 항공기나 미사일을 요격하고 파괴하도록 설계되었다. 여기에는 공중 차단 및 근접항공지원과 같은 지상 지원 임무를 위해서도 설계된 다목적 항공기가 포함된다. 많은 예 중 하나만 언급하자면, F-111 "아드바크"는 공대공 능력이 미미함에도 불구하고 F로 지정되었다. 현재 USAF 재고에서 단순하고 혼합되지 않은 "A" 지정을 가진 항공기는 A-10 선더볼트 II 하나뿐이다.

### 기타 명칭
영국 명칭에는 전투폭격기를 위한 FB와 최근에는 해리어 GR1("지상 공격/정찰, 마크 1"을 의미)과 같이 "지상 공격"을 위한 "G"가 포함되었다.
일본 제국 해군 명칭은 나카지마 B5N 97식 함상폭격기와 같은 함상 공격 폭격기를 지정하기 위해 "B"를 사용했지만, 이러한 항공기는 주로 뇌격 및 수평 폭격에 사용되었다. 그들은 또한 요코스카 D4Y 스이세이와 같은 함상 급강하 폭격기를 특별히 지정하기 위해 "D"를 사용했다. 그러나 제2차 세계 대전이 끝날 무렵, IJN은 뇌격과 급강하 폭격을 모두 수행할 수 있는 아이치 B7A 류세이를 도입하여 "D" 명칭을 불필요하게 만들었다.
소련/러시아 지상 공격기에 대한 NATO 보고명은 처음에는 Il-10 '비스트'의 경우처럼 폭격기로 분류되는 "B"로 시작했다. 그러나 나중에는 일반적으로 전투기("F")로 분류되었다. 아마도 (틀:수호이 Su-7 이래로) 소련 전투기와 크기 및 시각적 외관이 유사했거나 단순히 그러한 전투기의 파생형이었기 때문일 수 있다.
PLAAF에서는 지상 공격기에 "Q"라는 명칭이 부여된다. 지금까지 이것은 난창 Q-5에만 부여되었다.

## 역사

### 제1차 세계 대전
공격기는 제1차 세계 대전 중 지상군을 지원하는 데 사용되면서 그 역할이 정의되었다. 전장 지원은 일반적으로 근접항공지원과 전장 공중 차단으로 나뉘며, 전자는 엄격한 협력을, 후자는 친군 지상군과의 일반적인 협력만을 필요로 한다. 이러한 항공기는 후방 지역의 목표물도 공격했다. 이러한 임무는 경량 대공포화가 예상되는 곳에서 비행하고 목표물을 정확하게 식별하기 위해 저고도에서 작전해야 했다. 경폭격기, 중폭격기, 급강하폭격기, 정찰, 전투기, 전투폭격기 등 다른 역할의 항공기도 전장에서 공중 공격을 수행할 수 있었고 실제로 수행했다. 이 모든 유형은 폭격, 기관총 또는 둘 다를 통해 저고도 비행에서 지상 목표물에 상당한 피해를 입힐 수 있었다.
공격기는 폭격기와 전투기에서 분화하기 시작했다. 폭격기는 전장에서 사용될 수 있었지만, 속도가 느려 지상포화에 매우 취약했으며, 전투기의 가벼운 구조도 마찬가지였다. 공격기의 생존성은 속도/출력, 보호(즉, 장갑판) 및 구조의 강도로 향상되었다.
독일은 전용 지상 공격 항공기(지정 CL급 및 J급)를 생산한 최초의 국가였다. 이들은 제1차 세계 대전 중 1917년 가을에 사용되었다. 가장 주목할 만한 것은 융커스 J.I로, 동체 구조이자 엔진과 승무원을 위한 보호막 역할을 하는 장갑 "욕조" 개념을 개척했다. 영국은 소프위트 TF 시리즈("참호 전투기"라고 불림)를 실험했지만, 이들은 전투를 보지 못했다.
1918년 서부 전선의 마지막 전투는 지상 공격 항공기가 제병 연합 부대 전술의 귀중한 구성 요소임을 보여주었다. 근접 지원 지상 기총소사(기관총 발사) 및 보병(특히 참호와 도로를 이동할 때), 기관총 특화점, 대포, 보급 대형에 대한 전술 폭격은 독일군의 공격을 저지하고 연합군의 반격과 공세를 지원하는 데 있어 연합군 전력의 일부였다. 물론 연합군의 비용은 높았으며, 영국 왕립 항공대는 지상 공격 항공기 중 30%에 가까운 손실률을 기록했다.

### 1919년–1939년

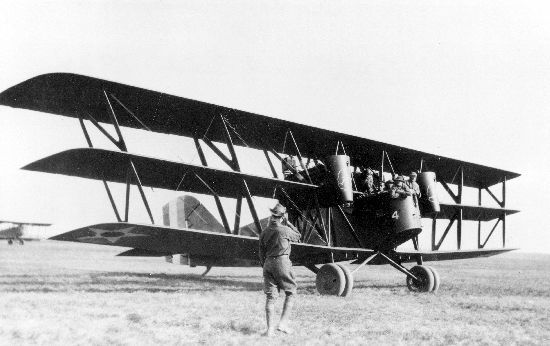
보잉 GA-1, ~1920년

제1차 세계 대전 후, 전술 목표물에 항공기를 사용하는 것은 적의 사기를 저하시키고 괴롭히는 것 외에는 거의 쓸모가 없다고 널리 믿어졌다. 전투원을 공격하는 것은 일반적으로 조종사에게 목표물보다 훨씬 더 위험했으며, 대공전 무기의 지속적인 개선으로 이러한 문제는 점점 더 심각해지고 있었다. 공격 역할을 수행하는 유형 중에서 급강하폭격기는 기관총이나 기관포로 기총소사를 위해 설계된 항공기보다 더 효과적인 것으로 점점 더 인식되었다.
그럼에도 불구하고 1920년대에 특히 미군은 전문화된 "공격" 항공기를 조달하고 해당 역할을 위해 주로 훈련된 전용 부대를 창설했다. 미 육군 엔지니어링 디비전은 지상 공격 항공기 설계에 참여했다. 1920년 보잉 GA-1은 8개의 루이스 경기관총과 약 1톤의 장갑판을 갖춘 지상 기총소사용 장갑 쌍발 삼엽기였으며, 1922년 에어로마린 PG-1은 37mm 포를 장착한 전투기 및 지상 공격 복합 설계였다. 미국 해병 항공대는 바나나 전쟁에서 근접항공지원 전술을 적용했다. 그들은 급강하 폭격 전술을 개척하지는 않았지만, 해병대 조종사들은 미국의 아이티 점령과 니카라과에서 이를 교리에 포함시킨 최초의 인물들이었다. 미국 육군 항공단은 폭격기 유형을 위한 "B-"와 추격기(나중에 전투기를 위한 "F-"로 대체됨) 항공기를 위한 "P-"와는 별도로 "A-"라는 별도의 명칭을 공격기 유형을 위해 만든 것으로 유명하다. USAAC에서 운용된 최초의 지정 공격기 유형은 커티스 A-2 팰콘이었다. 그럼에도 불구하고 A-2의 대체기인 커티스 A-12 슈라이크를 포함한 이러한 항공기는 무장되지 않았으며 대공포에 매우 취약했다.
영국 영국 왕립 공군은 지상 공격보다는 주로 전략 폭격에 중점을 두었다. 그러나 이 시기의 대부분의 항공 군대와 마찬가지로 공격 항공기를 운용했으며, RAF 용어로는 육군 협력 항공기로 불렸으며, 여기에는 호커 헥터, 웨스트랜드 라이샌더 등이 포함되었다.

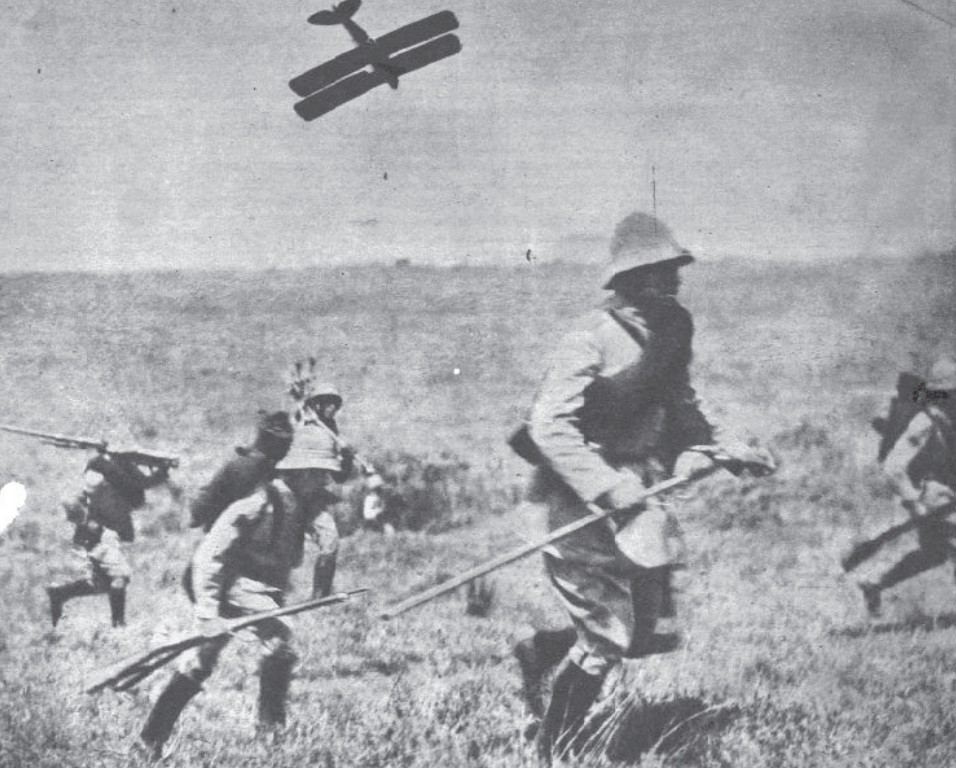
1932년 헌법혁명 중 브라질 정부의 와코 CSO (또는 포테즈 25) 비행기에 의한 공중 공격을 받으며 진격하는 파울리스타 보병의 모습

항공은 1932년 브라질 1932년 헌법혁명에서 역할을 했지만, 양측 모두 항공기가 거의 없었다. 연방 정부는 해군과 육군 사이에 약 58대의 항공기를 보유하고 있었는데, 이 당시 공군은 독립적인 부대를 구성하지 않았다. 반면 반란군은 단 2대의 포테즈 25와 2대의 와코 CSO, 그리고 소수의 개인 항공기만 보유하고 있었다.
1930년대에 나치 독일은 헨셸 Hs 123과 같은 Schlacht("전투") 항공기 등급을 배치하기 시작했다. 더욱이, 스페인 내전 동안 독일 콘도르 군단의 경험은 전투기가 거의 없는 적에 맞서 지상 공격에 대한 생각을 변화시켰다. 헨셸 Hs 123과 기관포로 무장한 하인켈 He 112 버전과 같이 일반적으로 부적합한 설계로 무장했지만, 그들의 무장과 조종사들은 항공기가 폭탄 없이도 매우 효과적인 무기임을 증명했다. 이는 루프트바페 내에서 이 역할을 전담하는 항공기 제작에 대한 지지로 이어졌고, 새로운 "공격 항공기"에 대한 입찰이 이루어졌다. 이는 (1942년에) 독특한 1인승 쌍발 공격기인 느리지만 중무장하고 강력한 무장을 갖춘 헨셸 Hs 129 Panzerknacker("금고 파괴자"/"탱크 파괴자")의 도입으로 이어졌다.
일본에서는 일본 제국 해군이 아이치 D3A 급강하 폭격기(하인켈 He 70을 기반으로 함)와 미쓰비시 B5M 경공격 폭격기를 개발했다. 둘 다 미국 항공기와 마찬가지로 경장갑 유형이었으며, 기습 공격과 상당한 전투기 또는 대공포 저항이 없는 것에 결정적으로 의존했다.
겨울 전쟁 동안 소련 공군은 폴리카르포프 R-5SSS와 폴리카르포프 R-ZSh를 공격기로 사용했다.

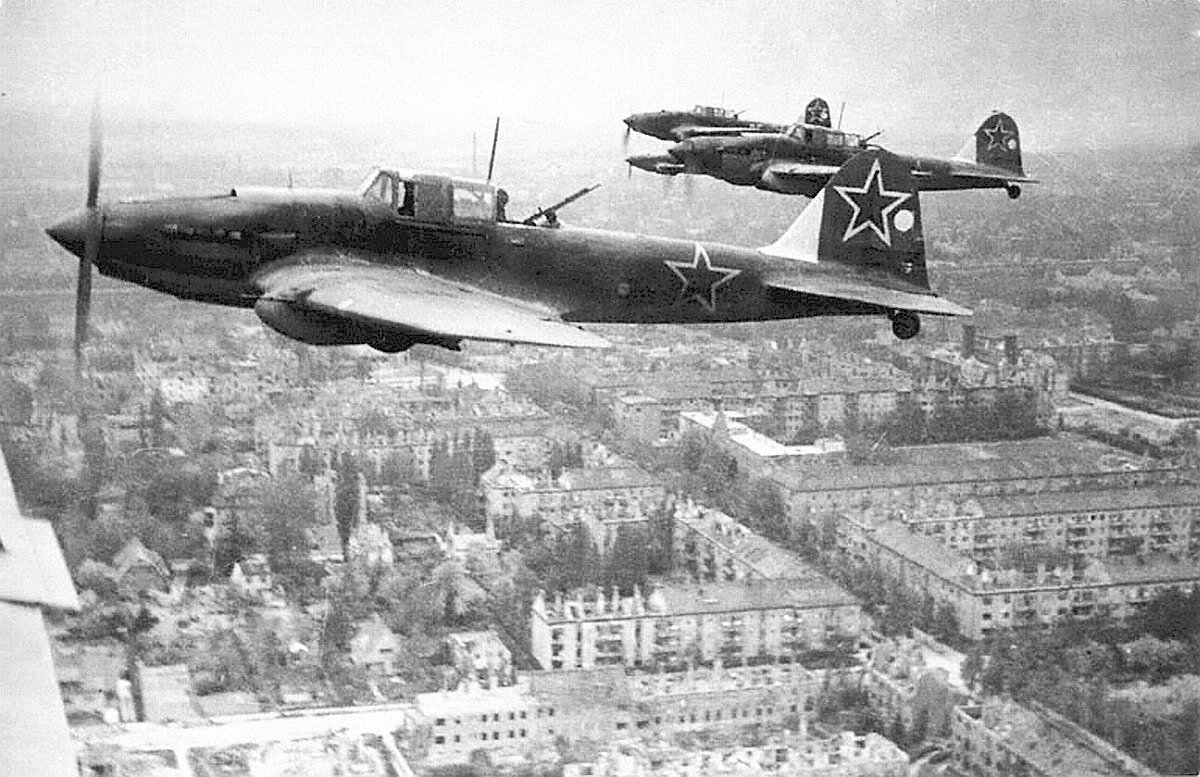
1945년 5월 베를린 상공의 일류신 Il-2 스투르모빅 편대.

아마 1930년대 후반에 등장한 가장 주목할 만한 공격기 유형은 소련의 일류신 Il-2 스투르모빅으로, 역사상 가장 많이 생산된 군용기 유형이 되었다.
제2차 세계 대전이 다가오면서 공격기라는 개념은 잘 정의되지 않았으며, 다양한 항공 서비스는 모두 유사한 역할을 수행하는(때로는 폭격기, 전투기, 정찰기 및 기타 역할의 비공격 역할과 함께) 매우 다양한 유형에 대해 여러 다른 이름을 사용했다.
육군 협력
영국은 정찰, 연락, 포병 사격 지시, 항공 보급, 그리고 마지막으로 전장에서의 가끔씩의 공격 등 지상군과의 광범위한 통신을 필요로 하는 모든 역할을 혼합하는 경항공기 개념을 가지고 있었다. 이 개념은 제1차 세계 대전에서 사용된 최전선 항공기와 유사했으며, 독일 제국에서는 CL급이라고 불렸다. 결국 RAF의 경험은 웨스트랜드 라이샌더와 같은 유형이 용납할 수 없을 정도로 취약하다는 것을 보여주었고, 사진 정찰을 위한 더 빠른 전투기 유형과 포병 사격 지시를 위한 경항공기로 대체되었다.
경폭격기
전간기 동안 영국은 1932년 사양에서 유래한 경폭격기인 페어리 배틀을 운용했다. 1938년 대체기에 대한 설계는 표적 견인기로 개조되었다. 경폭격기를 위해 발행된 마지막 영국 사양은 B.20/40으로, 급강하 폭격 및 사진 정찰이 가능한 "근접 육군 지원 폭격기"로 설명되었다. 그러나 항공기가 생산에 들어가기 전에 사양은 철회되었다.
급강하폭격기
일부 공군 서비스에서는 급강하 폭격기가 지상 공격 부대에 장착되지 않고 별도의 등급으로 취급되었다. 나치 독일에서 루프트바페는 융커스 Ju 87을 장착한 스투카(Sturzkampf-, "급강하 폭격") 부대와 헨셸 Hs 123과 같은 기총소사/저고도 폭격 유형을 사용하는 Schlacht("전투") 부대를 구분했다.
전투폭격기
지상 공격 항공기와 동의어 등급은 아니지만, 전투폭격기는 일반적으로 이 역할에 사용되었으며, 경장갑임에도 불구하고 이 역할에 탁월하다는 것이 입증되었다. 영국 왕립 공군과 미국 육군 항공대는 구식 전투기를 이 역할에 할당했으며, 최첨단 전투기는 요격기 역할을 하고 제공권을 확립했다.
미국 육군 항공대와 달리 미국 해군은 커티스 SB2C 헬다이버와 같은 "SB-" 명칭 아래 "정찰 폭격기"라는 구식 용어를 선호했다.

### 제2차 세계 대전

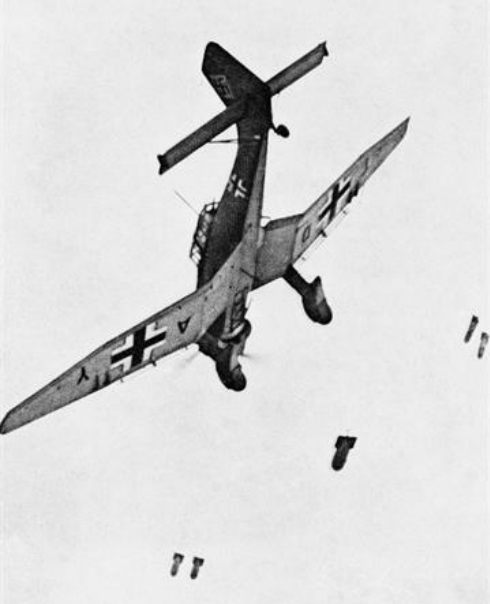
폭탄을 투하하는 융커스 Ju 87B 슈투카

독일 루프트바페의 융커스 Ju 87은 제2차 세계 대전 초기에 사실상 근접항공지원과 동의어가 되었다. 아서 테더가 이끄는 영국 연방의 사막 공군은 공격 역할을 강조한 최초의 연합군 전술 편성 부대가 되었는데, 일반적으로 단발 호커 허리케인과 커티스 P-40 전투폭격기 또는 허리케인 Mk IID와 같이 두 개의 40mm 비커스 S 건으로 무장한 특수 "탱크 파괴자" 형태였다(6 비행대대 RAF에서 특히 유명).
거의 동시에 추축군의 대규모 침공으로 소련 공군은 일류신 Il-2 스투르모빅과 같은 육군 지원 능력을 신속하게 확장해야 했다. "밤의 마녀들"로 알려진 여성 조종사들은 구식 목제 경훈련기 복엽기인 폴리카르포프 Po-2와 소형 대인 폭탄을 사용하여 "괴롭힘 폭격" 공격을 감행했는데, 이는 대응하기 어려운 것으로 판명되었다.
전쟁 경험은 장갑이 부실하거나 경량으로 제작된 전전 유형이 특히 전투기에 대해 용납할 수 없을 정도로 취약하다는 것을 보여주었다. 그럼에도 불구하고, 숙련된 승무원들은 그러한 유형에서 매우 성공적일 수 있었는데, 예를 들어 최고의 슈투카 에이스인 한스울리히 루델은 2,300회의 전투 임무에서 500대의 전차, 전함 1척, 순양함 1척, 구축함 2척을 격파했다고 주장했다.
구식 RAF 폭격기를 기반으로 한 브리스톨 뷰파이터는 다재다능한 쌍발 공격기가 되어 전쟁의 거의 모든 전구에서 해상 공격 및 지상 공격 역할은 물론 야간 전투기로서도 활약했다.
반대로 일부 중전 공격기 유형은 독일 포케불프 Fw 190의 여러 버전, 영국 호커 타이푼 및 미국 P-47 선더볼트를 포함한 전투기 개조로 등장했다. 타이푼은 고고도 성능이 좋지 않아 전투기로서는 실망스러웠지만, 저고도에서는 매우 빨라서 RAF의 주요 지상 공격 전투기가 되었다. 4개의 20mm 기관포로 무장했으며, 처음에는 폭탄, 나중에는 로켓으로 보강되었다. 마찬가지로 P-47은 고고도 폭격기 호위기로 설계되고 의도되었지만, (훨씬 더 긴 사거리와 더 큰 기동성 때문에) 노스아메리칸 P-51 머스탱이 그 역할을 채우는 것을 점차 발견했다. P-47은 또한 P-51보다 무겁고 튼튼하여 따라서 "에너지 전투기"로 간주되었다. 즉, 고속 급강하 및 상승 전술, 기총소사 공격에 이상적이었다. 8개의 0.50 구경 기관총으로 무장하여 유럽과 태평양 모두에서 추축국 보병 및 경차량에 효과적이었다.
기관총과 기관포는 처음에는 충분했지만, 잘 무장된 전차의 진화는 더 무거운 무기를 필요로 했다. 폭탄을 보강하기 위해 고폭 로켓이 도입되었지만, 이 무유도 발사체는 부정확성 때문에 여전히 "간신히 충분했다". 영국 RP3의 경우, 출격당 한 번의 명중이 허용 가능한 것으로 간주되었다. 그러나 로켓의 근접 명중조차도 "소프트 목표물"에 손상이나 부상을 입힐 수 있었고, 연합군 로켓 무장 항공기의 노르망디 상공 순찰은 독일 도로 교통을 방해하거나 심지어 완전히 마비시켰다. 또한 로켓 공격의 가능성만으로도 불안했기 때문에 사기에도 영향을 미쳤다.

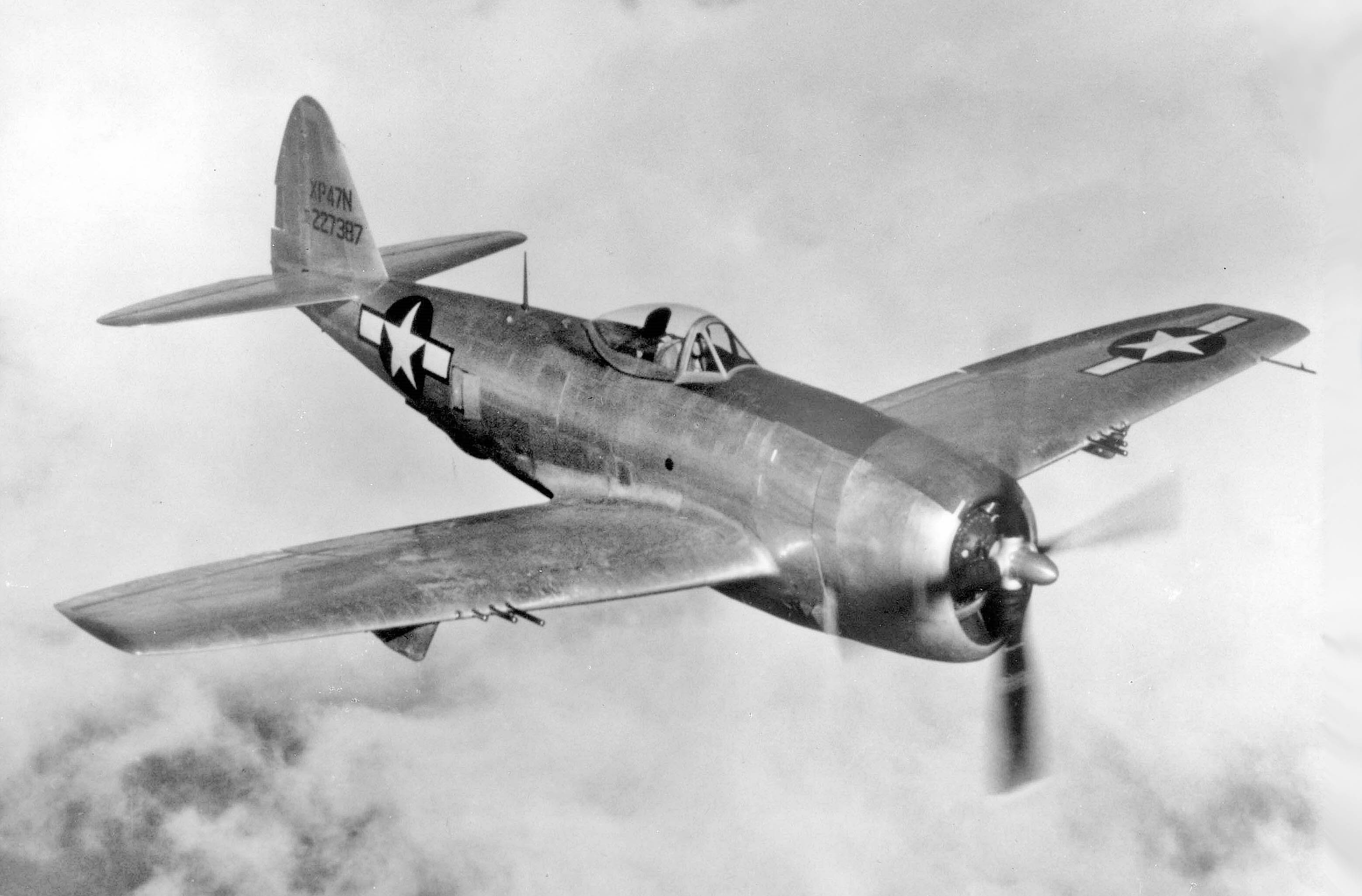
리퍼블릭 P-47N 선더볼트, 제2차 세계 대전 중 전투 임무를 수행했다.

기관포로 무장한 경공격기의 궁극적인 개발은 1944년에 소량 생산된 헨셸 Hs 129B-3으로, 개조된 PAK 40 75mm 대전차포로 무장했다. 이 무기, 보르트카노네 BK 7,5는 제2차 세계 대전 중 생산된 군용기에 장착된 가장 강력한 전방 발사 무기였다. 유사한 포로 공장에서 장착된 유일한 다른 항공기는 북미 B-25 미첼G/H의 1,420개 해상 공격 변형으로, M4 포 또는 동일한 포의 경량 T13E1 또는 M5 버전을 장착했다. 그러나 이 무기들은 수동으로 장전되었고, BK 7,5보다 짧은 총열 및 낮은 포구속도를 가졌으며, 따라서 장갑 관통력, 정확도 및 발사 속도가 떨어졌다. (102mm 대함포로 무장한 피아지오 P.108 버전을 제외하고, BK 7,5는 1971년 4개 엔진의 록히드 AC-130E 스펙터가 105mm M102 곡사포를 장착하고 미 공군에서 운용될 때까지 항공기 장착 포로는 능가할 수 없었다.)

### 제2차 세계 대전 이후
제2차 세계 대전 직후 시대에는 초기 제트기가 제트 엔진의 연료 소모율 때문에 항속 거리가 부족했기 때문에 피스톤 엔진 지상 공격기가 여전히 유용했다. 제2차 세계 대전에 너무 늦게 등장한 고출력 피스톤 엔진 유형은 제트기보다 가속력과 기동성 모두에서 앞섰기 때문에 제트기에 대항할 수 있었다. 영국 왕립 해군의 호커 시 퓨리 전투기와 미국의 보우트 F4U 콜세어 및 더글러스 A-1 스카이레이더는 6.25 전쟁 동안 운용되었고, 후자는 베트남 전쟁 내내 계속 사용되었다.

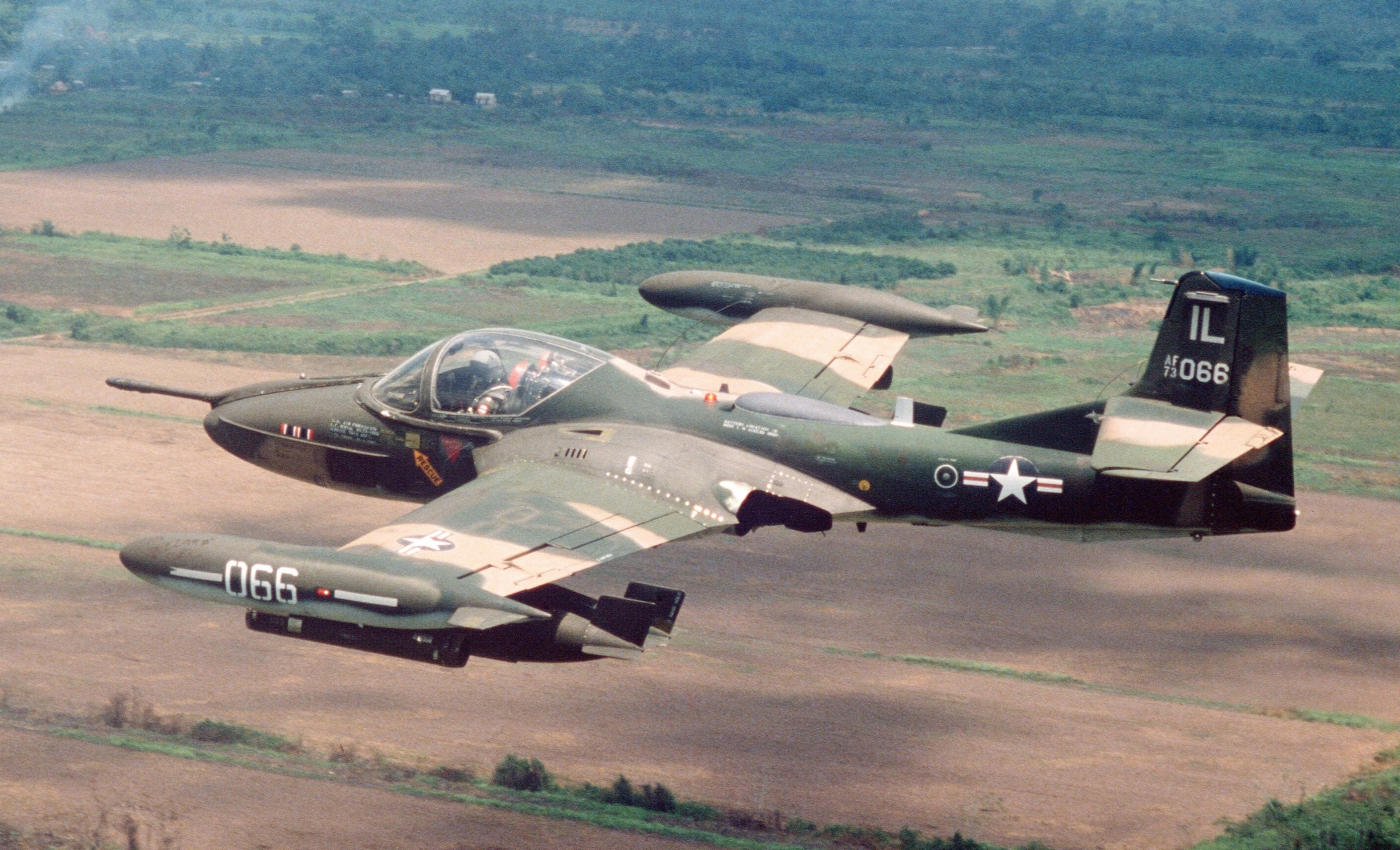
169th 공수 비행대대의 OA-37B 드래곤플라이

제2차 세계 대전 이후 시대의 많은 공군들은 지상 공격을 위해 특별히 개발된 고정익 제트기를 채택하는 것을 꺼려왔다. 근접항공지원과 차단이 현대 전장에서 여전히 중요하지만, 공격기는 전투기보다 덜 화려하며, 공군 조종사와 군사 기획자들은 "머드 무버"에 대해 어느 정도 잘 가꿔진 경멸을 가지고 있다. 더 실용적으로는, 특수 지상 공격 항공기를 운용하는 비용은 다목적 전투기와 비교할 때 정당화하기가 더 어렵다. 제트기 공격기는 냉전 시대에 설계되고 운용되었는데, 예를 들어 함상 핵 공격기인 더글러스 A3D 스카이워리어와 노스아메리칸 A3J 비질란테가 있으며, 그러먼 A-6 인트루더, F-105 선더치프, F-111, F-117 나이트호크, A-7 콜세어 II, 수호이 Su-25, A-10 선더볼트 II, 파나비아 토네이도, AMX, 다소 에탕다르, 쉬페르 에탕다르 등은 공대공 능력이 거의 또는 전혀 없이 지상 공격, 공격, 근접 지원 및 대전차전 작업을 위해 특별히 설계되었다.
지상 공격은 BAE 호크 또는 아에로 L-39 알바트로스와 같이 개조된 훈련기의 임무가 점점 더 많아졌으며, CASA C-101 또는 아에르마키 MB-339와 같이 많은 훈련기가 이 임무를 염두에 두고 제작된다. 이러한 대반란 항공기는 더 비싼 다목적 항공기를 구입할 여유가 없거나 경량 지상 공격 임무에 소수의 귀한 항공기를 위험에 빠뜨리고 싶지 않은 공군에게 인기가 있다. 제2차 세계 대전 이후 시대에 저강도 분쟁이 확산되면서 이러한 유형의 항공기가 대반란 작전 및 경량 지상 공격 작전을 수행해야 할 필요성도 증가했다.
제2차 세계 대전 이후 군사 항공에서 미국 육군과 미국 공군 간의 주요 차이점은 후자가 일반적으로 모든 고정익기를 할당받았고, 전자는 헬리콥터를 통제했다는 점이다. 이는 1948년 키 웨스트 협정에 의해 규정되었다. 육군은 전투에서 병력을 지원할 자체 자원을 원했고, 지상 공격 역할에 대한 공군의 열의 부족에 직면하여 전용 공격 헬리콥터를 개발했다.

### 최근 역사
1991년 1월 17일, 노르망디 태스크 포스는 이라크 대공 미사일 기지 두 곳을 공격하기 시작했다. 리처드 A. "딕" 코디 중령이 지휘하는 노르망디 TF는 AH-64 아파치 9대, UH-60 블랙 호크 1대, 공군 MH-53 페이브 로우 4대로 구성되었다. 이 임무의 목적은 이라크 방공 시스템을 통과하는 안전한 통로를 만드는 것이었다. 이 공격은 대성공이었고 사막의 폭풍 작전의 연합군 폭격 캠페인 시작을 위한 길을 열었다.

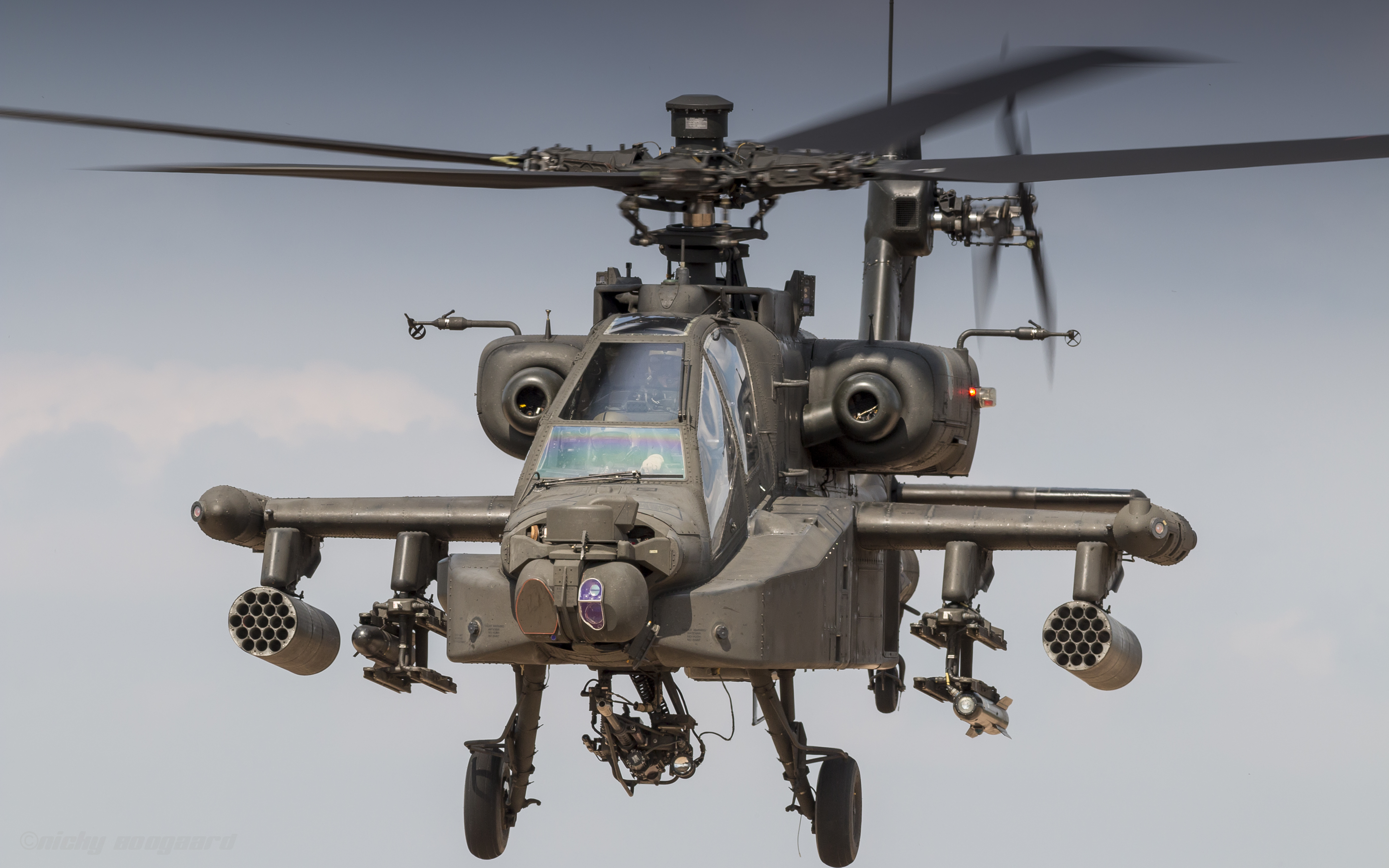
네덜란드 왕립 공군의 AH-64 아파치

아파치와 관련된 한 가지 우려는 코소보에서 미군이 개입하는 동안 이 헬리콥터 부대의 배치가 매우 느렸을 때 발생했다. 아미 타임즈에 따르면, 육군은 지상 공격 헬리콥터가 소총 사격에 매우 취약하다는 것이 입증되었기 때문에 심층 공격 임무에 공격 헬리콥터보다 지상 공격기를 선호하는 방향으로 교리를 전환하고 있다. 미 해병대도 유사한 문제를 지적했다.
1960년대 후반 미국 공군은 A-10 선더볼트 II가 된 전용 근접항공지원(CAS) 항공기를 요청했다. A-10은 원래 대전차 무기(A-X 프로그램 요구 사항은 대규모 바르샤바 조약 기갑 부대를 파괴할 대형 회전 기관포를 장착한 항공기를 특별히 요구했다)로 구상되었으며, 공중 차단 및 전술 폭격 역할에 제한적인 보조 능력을 가지고 있었다. 오늘날 A-10은 미군 서비스에서 유일한 전용 고정익 지상 공격 항공기로 남아 있다. 걸프 전쟁, 코소보 전쟁, 아프가니스탄 전쟁, 이라크 전쟁에서 미군의 전반적인 경험은 이러한 항공기에 대한 관심이 다시 커지는 결과를 낳았다. 미 공군은 현재 A-10의 대체기를 연구 중이며 경공격기를 조달하기 위한 OA-X 프로그램을 시작했다.
소련의 유사한 수호이 Su-25 (프로그풋)는 많은 공군에서 "비행 포병" 역할로 성공을 거두었다.
영국은 2011년에 BAE 해리어 II를 완전히 퇴역시켰고, 2019년에는 파나비아 토네이도 전용 공격 정찰기를 퇴역 시켰다. 영국은 2018년에 F-35를 획득했으며, 유로파이터 타이푼 다목적 전투기 함대를 유지하고 있다.

## 같이 보기
- 건십